# Christa McAuliffe
Christa McAuliffe (* 2. September 1948 in Boston, Massachusetts als Sharon Christa Corrigan; † 28. Januar 1986 bei Cape Canaveral, Florida) war eine US-amerikanische Lehrerin, die als Nutzlastspezialistin am Space-Shuttle-Flug STS-51-L teilnahm und dabei ums Leben kam.

## Leben
McAuliffe war das älteste Kind von Edward und Grace Corrigan. Sie studierte am Framingham State College in Framingham (Massachusetts) und erhielt 1970 einen Bachelor-Abschluss. Im selben Jahr heiratete sie ihren Jugendfreund Steven McAuliffe und zog mit ihm nach Washington, D.C. Sie bekam 1976 einen Sohn und 1979 eine Tochter. In Maryland arbeitete sie ab 1970 als Lehrerin: Zunächst ein Jahr als Aushilfe an der Benjamine Foulois Junior High School in Morningside, danach lehrte sie an der Thomas Johnson Junior High School in Lanham Amerikanische Geschichte und Englisch.
1978 erwarb McAuliffe vom Bowie State College einen Master in Bildungswesen. Die Familie zog nach Concord in New Hampshire um, wo McAuliffe an der High School Geschichte unterrichtete. Sie war fasziniert von den US-amerikanischen Pionierinnen und führte an ihrer Schule einen Kurs über die Geschichte der US-amerikanischen Frauen ein.
Sie kämpfte gegen den schlechten Zustand der öffentlichen Bildung in den USA und war Präsidentin der Lehrerinnengewerkschaft von New Hampshire. Als sie vom Teacher-in-Space-Programm der NASA erfuhr, bewarb sie sich. In ihrer Bewerbung schrieb sie: „Als Frau war ich immer neidisch auf Männer, die am Raumfahrtprogramm teilnehmen konnten. Ich fand, dass Frauen tatsächlich ausgeschlossen waren von einem der spannendsten Berufsfelder, die es gibt. Diese Gelegenheit, meine Fähigkeiten als Pädagogin mit meinen Interessen für Geschichte und Raumfahrt zu verbinden, ist eine einzigartige Chance, meine früheren Träume wahrzumachen. Ich war bei der Geburt des Raumfahrtzeitalters dabei, und ich möchte gerne mitmachen.“ Sie hoffte, durch ihre Teilnahme das öffentliche Interesse an der Situation im US-amerikanischen Erziehungswesen wecken zu können.
Am 19. Juli 1985 wurde McAuliffe aus rund 11.000 Kandidaten im Rahmen des Teacher-in-Space-Programms („Lehrer im Weltraum“) als Mitglied der Shuttle-Besatzung ausgewählt. Ihr offizieller Titel war Nutzlastspezialistin (Payload Specialist). Für den Flug war geplant, dass sie übers Fernsehen zwei halbstündige Unterrichtslektionen aus dem Weltraum abhalten sollte: „Der ultimative Ausflug“ und „Warum wir Amerikaner den Weltraum erforschen“.
Obwohl McAuliffe nie die Erdumlaufbahn erreichte, wird sie von vielen als erste Lehrerin in der Raumfahrt angesehen. Zu ihrem Gedenken wurde der 1981 entdeckte Asteroid (3352) McAuliffe benannt, ebenso ein Mondkrater. Zeitweise, vor der Magellan-Mission, galt auch ein Krater auf dem Planeten Venus auf Basis sowjetischer Venera-Daten nach ihr benannt. In der Space-Adventure-Spieleserie Wing Commander wurde McAuliffe gewürdigt, indem ein Raumsektor ihren Namen erhielt.
McAuliffes Ersatzfrau Barbara Morgan wurde professionelle Astronautin und flog mit der Space-Shuttle-Mission STS-118 im August 2007 zur Internationalen Raumstation.

## Privates
McAuliffe war mit einem Rechtsanwalt verheiratet. Mit ihrem Mann Steve hatte sie einen Sohn und eine Tochter. Die Mutter Grace Corrigan, geborene George, stammt väterlicherseits von maronitisch-christlichen Einwanderern aus dem Libanon ab. Der Historiker und Orientalist Philip Hitti war ein Großonkel McAuliffes.